# Tuor

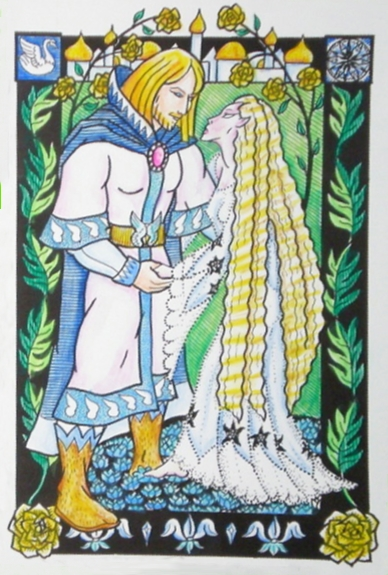
Svatba Tuora a Idril

Tuor je fiktivní postava vytvořená J. R. R. Tolkienem, která žije ve fiktivním světě nazývaném Středozem. Vyskytuje se v knihách Silmarillion a Nedokončené příběhy. Narodil se v roce 473 prvního věku, těsně potom, co se odehrála Bitva nespočetných slz, ve které padl jeho otec Huor a byl zajat jeho strýček Húrin, když zdržovali Morgothova vojska, aby se mohl velekrál Noldor Turgon skrýt v Gondolinu, a Skryté království nebylo odhaleno.

## Život

### Tuorovo mládí
Tuor se narodil jako syn Huora a Rían. Byl potomkem Hadorova rodu z Dor-lóminu. Když se Rían dozvěděla o porážce elfů v Bitvě nespočetných slz, sama se vydala hledat svého manžela do pustiny, ale našli jí Šedí elfové, kteří ji odvedli na západ k jezeru Mithrim, kde také žili. Zde porodila syna, kterého na přání svého manžela pojmenovala Tuor. Rían elfy poprosila, aby jejího syna vychovali a chtěla jít hledat svého manžela, elfové jí však sdělili, že Huor padl, a že leží v mohyle navršené skřety. Rían od elfů odešla a zemřela v pustině.

### Tuorovo putování světem
Elfové jejího syna vychovávali dobře, a v šestnácti letech, kdy už ovládal všechny druhy zbraní, se elfové a zbytky Hadorova lidu rozhodli vydat na pouť k Noldorské bráně, cestou však byli přepadeni vojskem skřetů a Východňanů, v bitvě byl Tuor zajat a stal se z něj otrok. Po pár letech z otroctví unikl a opět se snažil najít Noldorskou bránu. Nakonec s pomocí dvou elfů, které potkal, se mu podařilo bránu najít a dostat se do Nevrastu, což byla země, kde dříve bydlel Turgonův lid a našel zde i Turgonovo sídlo Vinyamar, kde mu vlivem osudu byla přichystána zbroj. Poté se setkal s Ulmem. Vala moří mu zadal úkol, a to vyřídit Turgonovi zprávu a varování, které mu Ulmo vložil do úst. Tuor však neznal cestu do Skrytého města, a tak mu Ulmo napomoc vyslal elfa Voronwëho, se kterým se přes mnoho strastí dostal až do Gondolinu.

### Objevení Gondolinu
Tuor zde Turgonovi sdělil zprávu, že čas Gondolinu se krátí, a že bude zničen, Turgon ze strachu uzavřel město a odmítl poslechnout Ulmovu radu, takže z Gondolinu už nevedla žádná cesta. Tuor se zde těšil velké oblibě, jediný kdo ho nenáviděl byl Maeglin, a našel zde i lásku, tou byla Turgonova dcera Idril, s kterou počal dítě, tím byl Eärendil, který se v pozdější době stal velmi důležitou a významnou osobou, tímto však ještě více prohloubil Maeglinovu nenávist. V té době se nad Gondolinem začala stahovat mračna, Morgoth upíral svůj zrak na místo, kde leželo Skryté město. Ale Idril viděla daleko, a připravila tajnou cestu, kterou by se v případě útoku dalo uniknout z města a postarala se, aby se o ní Maeglin nedozvěděl. Jednou, když Maeglin překročil hranice Gondolinu, tak ho zajali skřeti. Nebyl to zbabělec, ale byl mučen tak dlouho, až Morgothovi vyzradil přesnou polohu Gondolinu. Maeglin se vrátil zpět do Gondolinu, aby nikdo nepřišel na připravovanou zradu. Morgoth město obklíčil a dobyl, ale některým se podařilo uniknout, tajnou cestou, kterou je Tuor vyvedl. Tuor a jeho rodina se uchýlili k ústí řeky Sirion u moře. Zde Tuor začal pociťovat stáří, a tak postavil velkou loď a se svojí manželkou Idril se vydal na plavbu na západ a už ho nikdo nikdy neviděl, ale říká se, že jako jediný smrtelný člověk se přidal k Noldor a jeho osud byl oddělen od osudu ostatních smrtelných lidí.